# 巴伐利亞的岡德琳
巴伐利亞的岡德琳（德語：Gundelinde von Bayern，1891年8月26日—1983年8月16日），巴伐利亞末代國王路德維希三世的幼女。

## 家庭
1919年，岡德琳與約翰·格奧爾格·馮·普雷辛-利希滕涅格-穆斯（Johann Georg von Preysing-Lichtenegg-Moos）結婚，兩人共有1子1女：
1. 約翰·卡斯帕（1919年—1940年）
2. 瑪麗亞·特蕾莎（1922年—2003年）